# Dzioboróg kafryjski
Dzioboróg kafryjski, dzioborożec kafryjski (Bucorvus leadbeateri) – gatunek dużego ptaka z rodziny dzioborożców (Bucerotidae) występujący w centralnej i południowej Afryce. Narażony na wyginięcie.

## Systematyka
Gatunek ten po raz pierwszy zgodnie z zasadami nazewnictwa binominalnego opisał w 1825 roku Nicholas Aylward Vigors. Autor nadał gatunkowi nazwę Buceros Leadbeateri, gdyż holotyp pochodził z kolekcji Benjamina Leadbeatera. Vigors błędnie podał, że ptak ten występuje w głębi Afryki Północnej (in Africa interiori Septentrionali), co później poprawiono na dolny bieg rzeki Bushman River w RPA. Obecnie gatunek ten umieszczany jest w rodzaju Bucorvus. Dawniej w odniesieniu do tego gatunku często używano nowszej nazwy Bucorvus cafer, gdyż istniały podejrzenia, że zaginionym holotypem B. leadbeateri była samica dzioboroga abisyńskiego (B. abyssinicus), co okazało się nieprawdą.
Nie wyróżnia się podgatunków.

## Morfologia

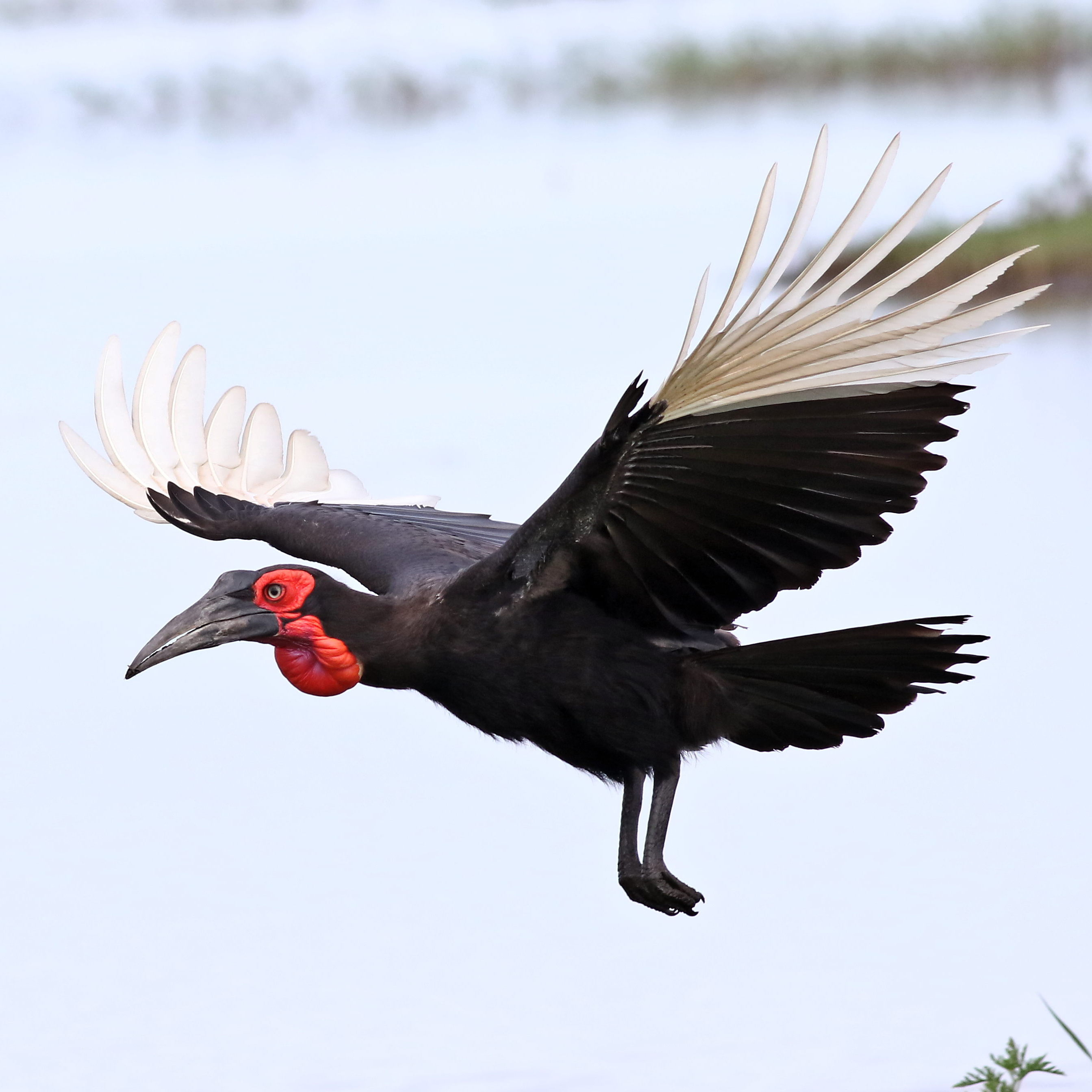
Samiec dzioboroga w locie. Widoczne białe lotki na końcach skrzydeł

Dzioborogi kafryjskie mierzą 90–100 cm długości. Masa ciała samców wynosi 3459–6180 g, samic 2230–4580 g. Czarne upierzenie, poza częścią białych lotek widocznych głównie podczas lotu. Dziób pokaźny, czarny i prosty. Na głowie wokół oczu i u nasady dzioba widoczne są czerwone łaty nagiej skóry. Na gardle czerwony, mogący się nadymać, worek nagiej skóry; samica ma na tym worku niebieską plamę.

## Występowanie
Południowa Kenia i Rwanda na południe po południowo-wschodnią Demokratyczną Republikę Konga, Angolę, północną Namibię, północną i wschodnią Botswanę oraz północno-wschodnią i wschodnią RPA.

## Ekologia
Środowiskiem życia gatunku są zadrzewienia, sawanna i obszary trawiaste przyległe do obszarów lasu. Zasiedlane obszary trawiaste cechuje różnorodność, od górskich obszarów trawiastych po rozległe, wysokie skupiska Baikiaea plurijuga, Colospermum mopane i Brachystegia spiciformis. Żywi się głównie stawonogami (m.in. prostoskrzydłe, chrząszcze, termity i skorpiony), zjada również inne zwierzęta – ślimaki, płazy, mangustowate, pisklęta i młode zające. Odnotowano w diecie również nasiona i owoce.

### Lęgi
Gniazduje kooperatywnie; parze może towarzyszyć do 9 pomocników. Dzioborogi kafryjskie niosą się głównie od września do grudnia. Gniazdo przeważnie znajduje się w dziupli drzewa i wyściełane jest wewnątrz suchymi liśćmi; rzadko ptaki te zakładają gniazda również w otworach między skałami lub ziemistych zboczach. Przeważnie w zniesieniu znajduje się 1 lub 2 jaja, rzadko 3. Składane są w odstępie 3–14 dni. Samica wysiaduje je sama przez 37–43 dni. W ciągu dnia na krótko opuszcza gniazdo najwyżej 3 lub 4 razy, więc pokarm dostarczają jej głównie samiec i pomocnicy lęgowi. Młode klują się niesynchronicznie, najmłodsze pisklę umiera zwykle po tygodniu, niekiedy po kilku. Młode opuszczają gniazdo po około 86 dniach życia i towarzyszą rodzicom jeszcze kilka lat.

## Status zagrożenia
IUCN uznaje dzioboroga kafryjskiego za gatunek narażony na wyginięcie (VU, Vulnerable) od 2010 roku (stan w 2022); wcześniej uchodził za gatunek najmniejszej troski. Głównym zagrożeniem dla gatunku jest utrata środowiska wskutek wycinki drzew do użytku, pozyskania miejsca pod uprawy oraz pożarów. Wymienione oraz inne problemy populacji pogłębia fakt powolnego rozmnażania się i dojrzewania ptaków tego gatunku.